# Oltre la giustizia
Oltre la giustizia è un film del 1997 diretto da Juan José Jusid.

## Trama
Il Maggiore Molina viene mandato in Patagonia per far luce sull'uccisione di un militare, ma dovrà fare i conti con il suo superiore, il colonnello Helman.